# 结节香椿钩丝壳
结节香椿钩丝壳（学名：Uncinula cedrelae var. nodulosa）是属于白粉菌目白粉菌科钩丝壳属的一种真菌，寄生在香椿上。该种分布于中国。